# Homa Darabi
Homa Darabi (persiano:هما دارابی; Teheran, 16 gennaio 1940 – Teheran, 22 febbraio 1994) è stata una pediatra e psichiatra iraniana, attivista per i diritti delle donne e affiliata al Partito Nazionale dell'Iran. È nota per essersi data fuoco nel febbraio 1994 in una strada affollata di Teheran in segno di protesta contro l'hijab obbligatorio.

## Biografia
Darabi nacque nel 1940 a Teheran. Dopo la fine del liceo, entrò nella facoltà di medicina dell'Università di Teheran nel 1959. Nel 1960 fu brevemente arrestata per aver organizzato una manifestazione studentesca contro il regime dello Scià, Mohammad Reza Pahlavi, e a favore del Fronte Nazionale. Nel 1963 sposò un compagno di classe, Manoochehr Keyhani, e dopo aver completato gli studi, iniziò a esercitare la professione di medico nel villaggio di Bahmanieh, un villaggio rurale situato nel nord dell'Iran.
Nel febbraio 1968 si recò negli Stati Uniti per continuare i suoi studi specializzandosi in pediatria e psicologia.  Nel luglio 1971 ricominciò ad esercitare la professione nel New Jersey e a New York. Tornò in Iran nel 1976 e fu la prima donna ad essere nominata direttrice della Clinica Psichiatrica Infantile dell'Università di Teheran. Riprese anche ad essere politicamente attiva contro la dinastia Pahlavi e fu a favore della rivoluzione del 1979. Insegnò anche all'Università Nazionale (in seguito nota come Shahid Beheshti University) e incontrò Abolhassan Bani Sadr, il primo presidente della Repubblica islamica dell'Iran nel 1980, parlandogli dei cambiamenti necessari per il posto delle donne. Poco prima, nel 1979, Ruhollah Khomeini, diventato una "Guida della Rivoluzione", aveva decretato che le donne dovessero indossare l'hijab al lavoro. Lei aveva rifiutato.
Riuscì a mantenere per diversi anni il posto di lavoro all'università, ma alla fine venne trasferita e, nel dicembre 1991 licenziata dal suo incarico di insegnante, per aver violato le regole islamiche ("non aderenza all'hijab"). Anche se un tribunale nel maggio 1993 ribaltò la decisione, l'università si rifiutò di ripristinare il suo incarico. Lei continuò ad esercitare la professione privatamente ma fu molestata da alcuni pazienti per la questione di dover indossare il velo islamico. 
Il 21 febbraio 1994, Homa Darabi si diede pubblicamente fuoco in una delle piazze più trafficate di Teheran, Piazza Tajrish, per protestare contro la repressione. Dopo aver strappato il chador che indossava e essersi cosparsa di benzina, si dette fuoco gridando "Morte alla tirannia! Viva la libertà! Lunga vita all'Iran!". Morì per le ustioni all'ospedale il giorno successivo. Aveva 54 anni. Un mese prima, nella stessa piazza, una ragazza di 16 anni era stata uccisa dalle guardie rivoluzionarie, dopo essere stata arrestata per avere utilizzato il rossetto.
Sua sorella, Parvin Darabi, ha fondato la "Dr. Homa Darabi Foundation" in California, che si batte per i diritti umani.